# مورغان جونز (متزحلق جبال الألب)
مورغان جونز (بالإنجليزية: Morgan Jones)‏ هو متزحلق جبال الألب بريطاني، ولد في 29 يناير 1968.

## وصلات خارجية
- مورغان جونز على موقع أوليمبيديا (الإنجليزية)